# Samsung Galaxy S22
Samsung Galaxy S22 là điện thoại thông minh chạy hệ điều hành Android thuộc dòng Galaxy S series được thiết kế, sản xuất và bán ra bởi Samsung Electronics. Ra mắt tại sự kiện Galaxy Unpacked của Samsung vào ngày 9 tháng 2 năm 2022, dòng điện thoại này là sự kế thừa của Galaxy S21 series và Galaxy Note 20 series. Ngoài bộ ba Galaxy S22, tại sự kiện Galaxy Unpacked lần này Samsung cũng giới thiệu dòng máy tính bảng Galaxy Tab S8 mới.

## Thiết kế
Galaxy S22 series có thiết kế tương tự như những dòng S series trước, với màn hình Infinity-O bao gồm khung tròn cắt tại phần đỉnh dành riêng cho máy ảnh trước cũng như bộ ba camera được đặt trong khuôn kim loại hình chiếc lá đặc trưng (đối với S22 và S22+). Galaxy S22 và S22+ cũng có phần khung viền vát phẳng và 2 mặt kính màn hình và mặt lưng được làm phẳng như nhau so với thiết kế mặt trước phẳng, khung viền và mặt lưng làm cong (đối với S21,S21+) hay thiết kế 2 mặt trước và sau làm phẳng, khung viền cong (đối với S21 FE) ở thế hệ Galaxy S21 tiền nhiệm, tuy nhiên vẫn được bo tròn đều ở 4 đỉnh của máy. Thiết kế của S22 Ultra khác biệt rõ so với S22 và S22+ khi sở hữu ngôn ngữ thiết kế đặc trưng lấy từ dòng Galaxy Note (cụ thể là dòng Samsung Galaxy Note 10 và Galaxy Note20 Ultra) khi sở hữu thiết kế vuông vức, phần màn hình làm cong tràn sang khung sườn 2 bên và liền với phần kính sau cũng được làm cong tương tự. S22 Ultra cũng có thiết kế cụm camera sau khác hoàn toàn tất cả những mẫu Galaxy S hay Galaxy Note trước đây, khi 4 camera và cảm biến Laser Autofocus được đặt trong 5 ống kính riêng biệt, xếp theo bố cục giống Galaxy S21 Ultra là hình chữ P, nằm ngay trên mặt kính sau. Thiết kế mỗi camera nằm trong 1 ống kính riêng biệt này có phần giống với Galaxy A32 đã ra mắt trước đó. Ngoài ra, toàn bộ cả 3 thiết bị thuộc dòng Galaxy S22 đều sử dụng kính Gorilla Glass Victus+ cho cả 2 mặt trước và sau cũng như khung nhôm Armor Aluminum bền bỉ được làm bóng.
| Galaxy S22 | Galaxy S22    | Galaxy S22     | Galaxy S22               | Galaxy S22+ | Galaxy S22+   | Galaxy S22+    | Galaxy S22+              | Galaxy S22 Ultra | Galaxy S22 Ultra | Galaxy S22 Ultra | Galaxy S22 Ultra         |
| Màu sắc    | Tên gốc       | Tên tiếng Việt | Độc quyền mua trực tuyến | Màu sắc     | Tên gốc       | Tên tiếng Việt | Độc quyền mua trực tuyến | Màu sắc          | Tên gốc          | Tên tiếng Việt   | Độc quyền mua trực tuyến |
|            | Phantom White | Trắng Phantom  | No                       |             | Phantom White | Trắng Phantom  | No                       |                  | Phantom White    | Trắng Phantom    | No                       |
|            | Phantom Black | Đen Phantom    | No                       |             | Phantom Black | Đen Phantom    | No                       |                  | Phantom Black    | Đen Phantom      | No                       |
|            | Green         | Xanh Zeta      | No                       |             | Green         | Xanh Zeta      | No                       |                  | Green            | Xanh Zeta        | No                       |
|            | Pink Gold     | Hồng Blossom   | No                       |             | Pink Gold     | Hồng Blossom   | No                       |                  | Burgundy         | Đỏ Burgundy      | No                       |
|            | Graphite      | No             | Yes                      |             | Graphite      | No             | Yes                      |                  | Graphite         | Xám Graphite     | Yes                      |
|            | Sky Blue      | No             | Yes                      |             | Sky Blue      | No             | Yes                      |                  | Sky Blue         | Xanh Sky Blue    | Yes                      |
|            | Cream         | No             | Yes                      |             | Cream         | No             | Yes                      |                  | Red              | Đỏ Lychee        | Yes                      |
|            | Violet        | No             | Yes                      |             | Violet        | No             | Yes                      |                  |                  |                  |                          |
|            | Bora Purple   | Tím Bora       | No                       |             |               |                |                          |                  |                  |                  |                          |

## Thông số kỹ thuật

### Phần cứng

#### Chip
Dòng Galaxy S22 bao gồm 3 phiên bản với thông số phần cứng khác nhau. Bản châu Âu của S22 sử dụng vi xử lý Exynos 2200, trong khi các khu vực còn lại sử dụng Qualcomm Snapdragon 8 Gen 1.

#### Màn hình
S22 series sử dụng màn hình "Dynamic AMOLED 2X" với HDR10+ và công nghệ "dynamic tone mapping". Toàn bộ các bản sử dụng cảm biến vân tay dưới màn hình thế hệ thứ hai.
| Phiên bản | Kích thước      | Tỉ lệ màn hình | Làm tươi tối đa | Vùng làm tươi   | Hình dạng |
| --------- | --------------- | -------------- | --------------- | --------------- | --------- |
| S22       | 6,1 in (155 mm) | 2340×1080      | 120 Hz          | 10 Hz to 120 Hz | Phẳng     |
| S22+      | 6,6 in (168 mm) | 2340×1080      | 120 Hz          | 10 Hz to 120 Hz | Phẳng     |
| S22 Ultra | 6,8 in (173 mm) | 3088×1440      | 120 Hz          | 1 Hz to 120 Hz  | Cạnh cong |

#### Bộ nhớ
| Phiên bản  | Galaxy S22 | Galaxy S22 | Galaxy S22+ | Galaxy S22+ | Galaxy S22 Ultra | Galaxy S22 Ultra |
| ---------- | ---------- | ---------- | ----------- | ----------- | ---------------- | ---------------- |
|            | RAM        | Bộ nhớ     | RAM         | Bộ nhớ      | RAM              | Bộ nhớ           |
| Biến thể 1 | 8GB        | 128GB      | 8GB         | 128GB       | 8GB              | 128GB            |
| Biến thể 2 | 8GB        | 256GB      | 8GB         | 256GB       | 12GB             | 256GB            |
| Biến thể 3 | -          | -          | -           | -           | 12GB             | 512GB            |
| Biến thể 4 | -          | -          | -           | -           | 12GB             | 1TB              |

#### Camera
| Model                                    | Model    | Galaxy S22 & S22+                                       | Galaxy S22 Ultra                                                    |
| ---------------------------------------- | -------- | ------------------------------------------------------- | ------------------------------------------------------------------- |
| Góc rộng (Wide)                          | Thông số | 50 MP, f/1.8, 24mm, 1/1.56", Dual Pixel PDAF, OIS       | 108 MP, f/1.8, 24mm, 1/1.33", PDAF, Lazer AF, OIS                   |
| Góc rộng (Wide)                          | Cảm biến | Samsung S5KGN5                                          | Samsung S5KHM3 Lưu trữ ngày 21 tháng 4 năm 2022 tại Wayback Machine |
| Góc siêu rộng (Ultra Wide)               | Thông số | S22 Ultra: 12 MP, f/2.2, 13mm, 1/2.55", Dual Pixel PDAF | S22 Ultra: 12 MP, f/2.2, 13mm, 1/2.55", Dual Pixel PDAF             |
| Góc siêu rộng (Ultra Wide)               | Cảm biến | Sony IMX563                                             | Sony IMX563                                                         |
| Telephoto                                | Thông số | 10 MP, f/2.4, 70mm, 1/3.94", PDAF, OIS                  | 10 MP, f/2.4, 70mm, 1/3.52", Dual Pixel PDAF, OIS                   |
| Telephoto                                | Cảm biến | Samsung S5K3K1                                          | Sony IMX754                                                         |
| Ống kính tiềm vọng (Telescope Telephoto) | Thông số | -                                                       | 10 MP, f/4.9, 240mm, 1/3.52", Dual Pixel PDAF, OIS                  |
| Ống kính tiềm vọng (Telescope Telephoto) | Cảm biến | -                                                       | Sony IMX754                                                         |
| Selfie                                   | Thông số | 10 MP, f/2.2, 26mm, 1/3.24", PDAF                       | 40 MP, f/2.2, 26mm, 1/2.8", PDAF                                    |
| Selfie                                   | Cảm biến | Sony IMX374                                             | Samsung S5KGH1                                                      |

S22 và S22 + được trang bị camera trước 10MP, F/2.2, camera sau là 50 MP, camera chính có khẩu độ F/1.8, 12 MP, một camera góc siêu rộng F/2.2, 10MP, F/1.8 và góc xem 36 °. Nó bao gồm một camera tele 3x. Cảm biến hình ảnh lớn hơn khoảng 23% so với S21 và S21+ .
S22 Ultra được trang bị camera trước 40MP, F/2.2 và camera sau là camera chính 108MP, F/1.8, 12MP, camera góc siêu rộng F/2.2, camera tele 10MP, F/2.4 (quang 3x zoom), Nó bao gồm một camera tele 10MP, F/4.9 (zoom quang học 10x). Ngoài ra, nó còn được trang bị một ống kính siêu rõ nét để giảm hiện tượng lóa sáng và dư ảnh.

##### Các chế độ video được hỗ trợ
Dòng Samsung Galaxy S22 hỗ trợ các chế độ video sau:
- 8K@24fps (có thể lên đến 30 trên S22 Ultra)
- 4K @ 30/60fps
- 1080p@30/60/40fps
- 720p@960fps (480fps được nâng cấp lên 960fps ở trên S22 Ultra)

Khung hình tĩnh được trích xuất từ cảnh quay có độ phân giải cao có thể hoạt động như những bức ảnh độc lập.

#### Kết nối
Cả ba điện thoại đều hỗ trợ mạng 5G SA / NSA. Galaxy S22 hỗ trợ Wi-Fi 6 và Bluetooth 5.2, trong khi Galaxy S22 + và S22 Ultra hỗ trợ Wi-Fi 6E và Bluetooth 5.2. Các mẫu S22 + và S22 Ultra cũng hỗ trợ Ultra Wideband (UWB) cho các giao tiếp tầm ngắn tương tự như NFC (không nên nhầm lẫn với 5G mmWave, được nhà mạng Verizon tiếp thị là Ultra Wideband ). Samsung sử dụng công nghệ này cho tính năng "SmartThings Find" mới của họ và Samsung Galaxy SmartTag +.

## Hình ảnh

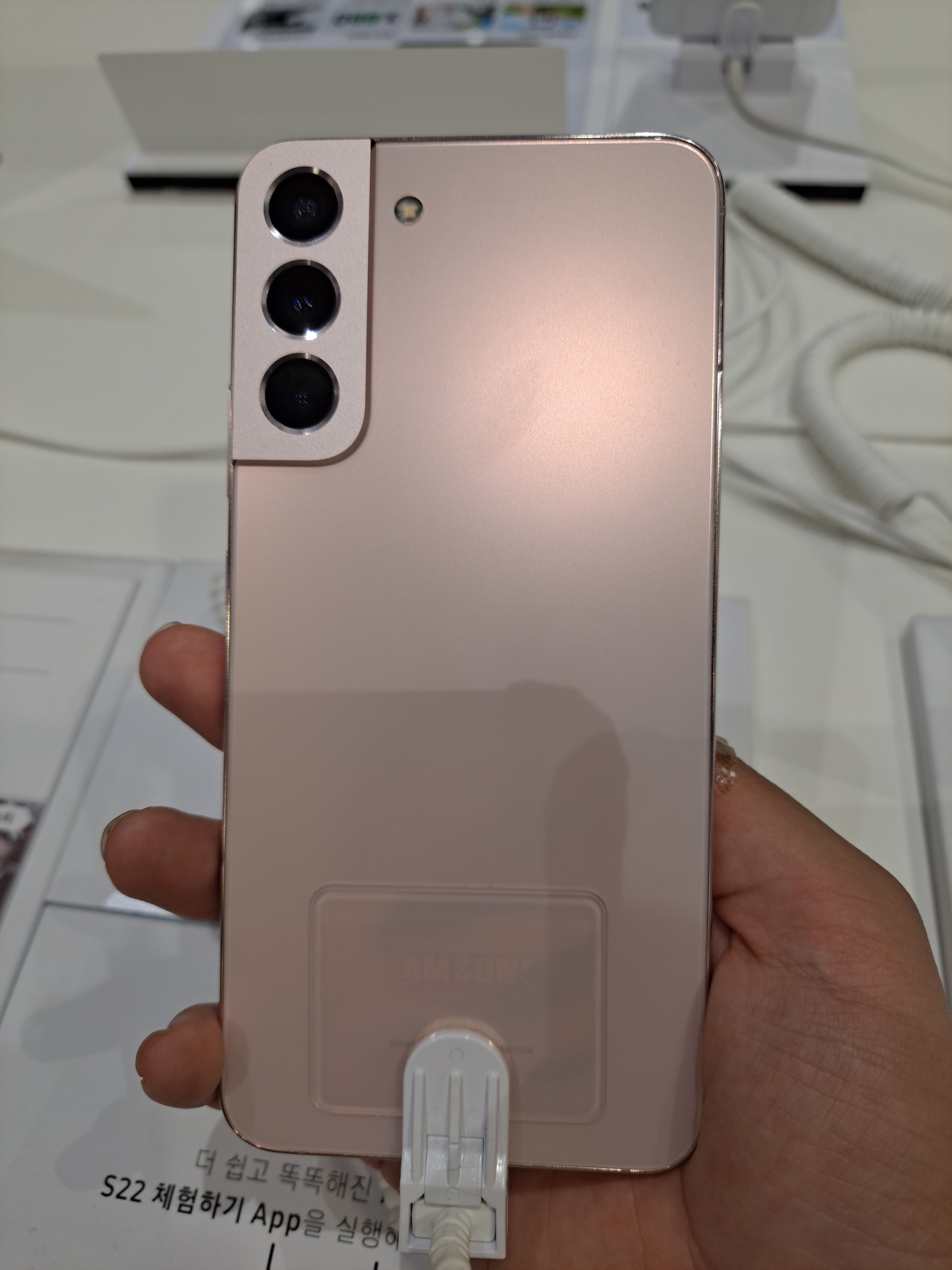
Mặt sau của Samsung Galaxy S22
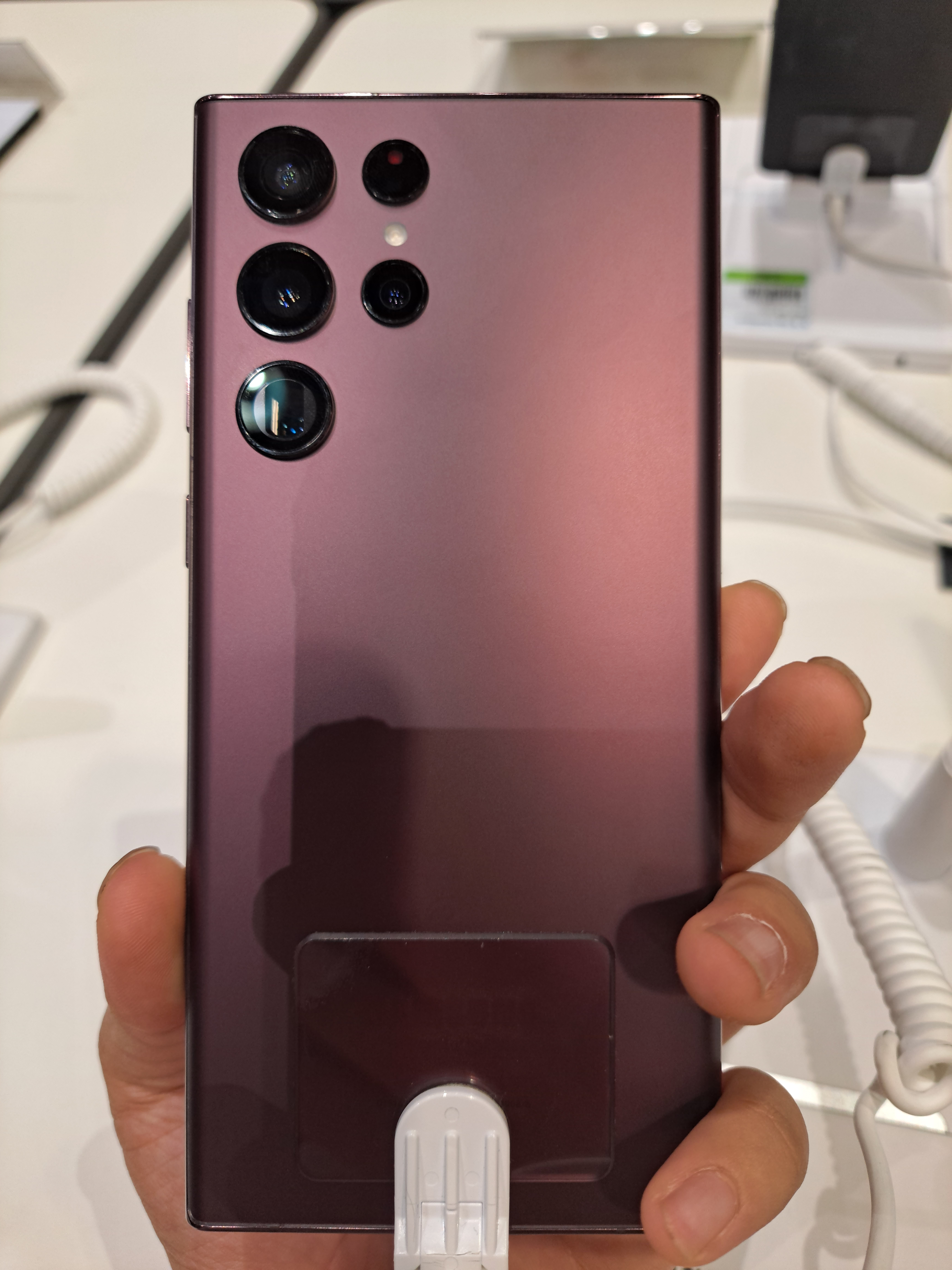
Mặt sau của Samsung Galaxy S22 Ultra
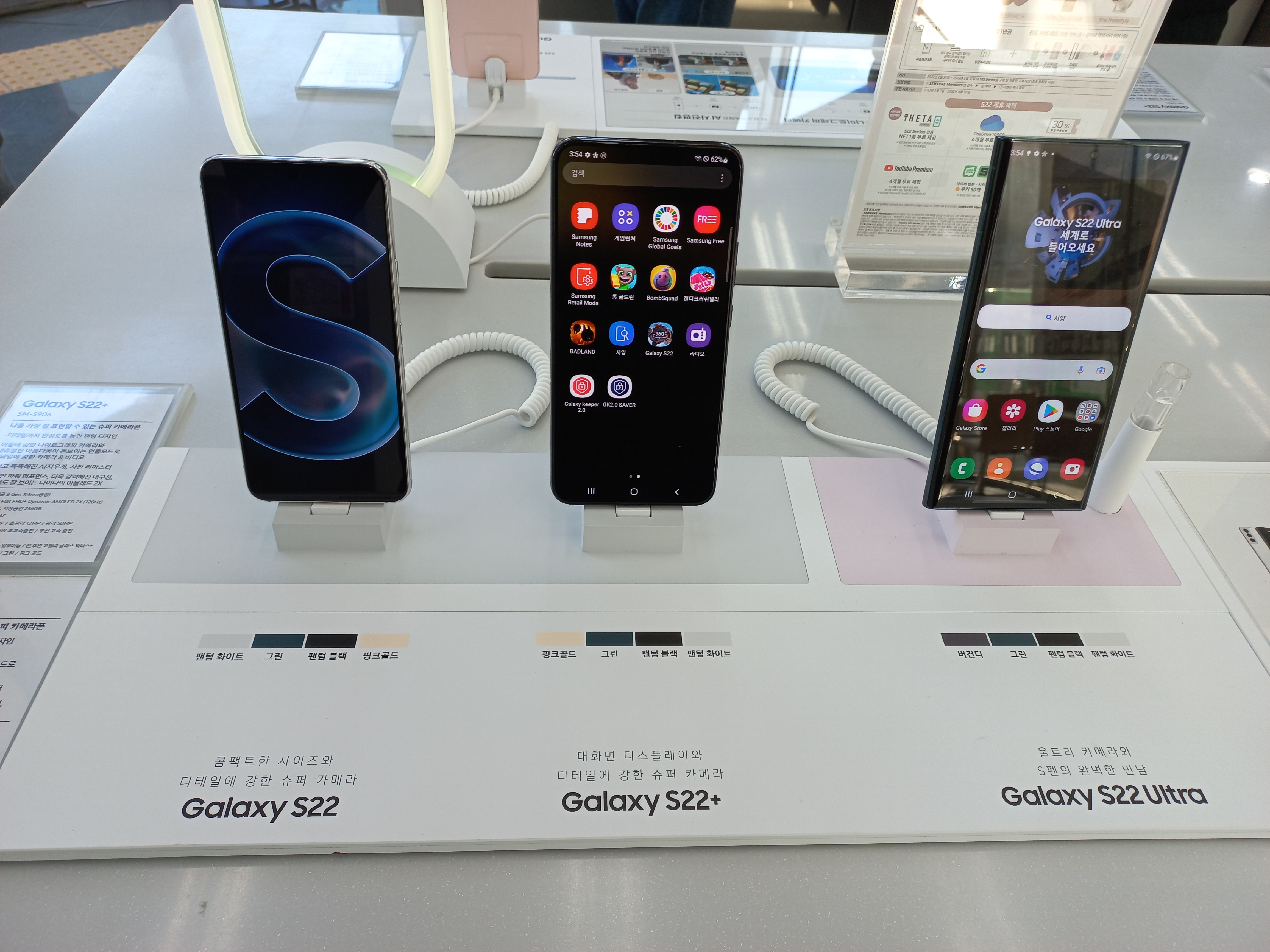
Galaxy S22 Series
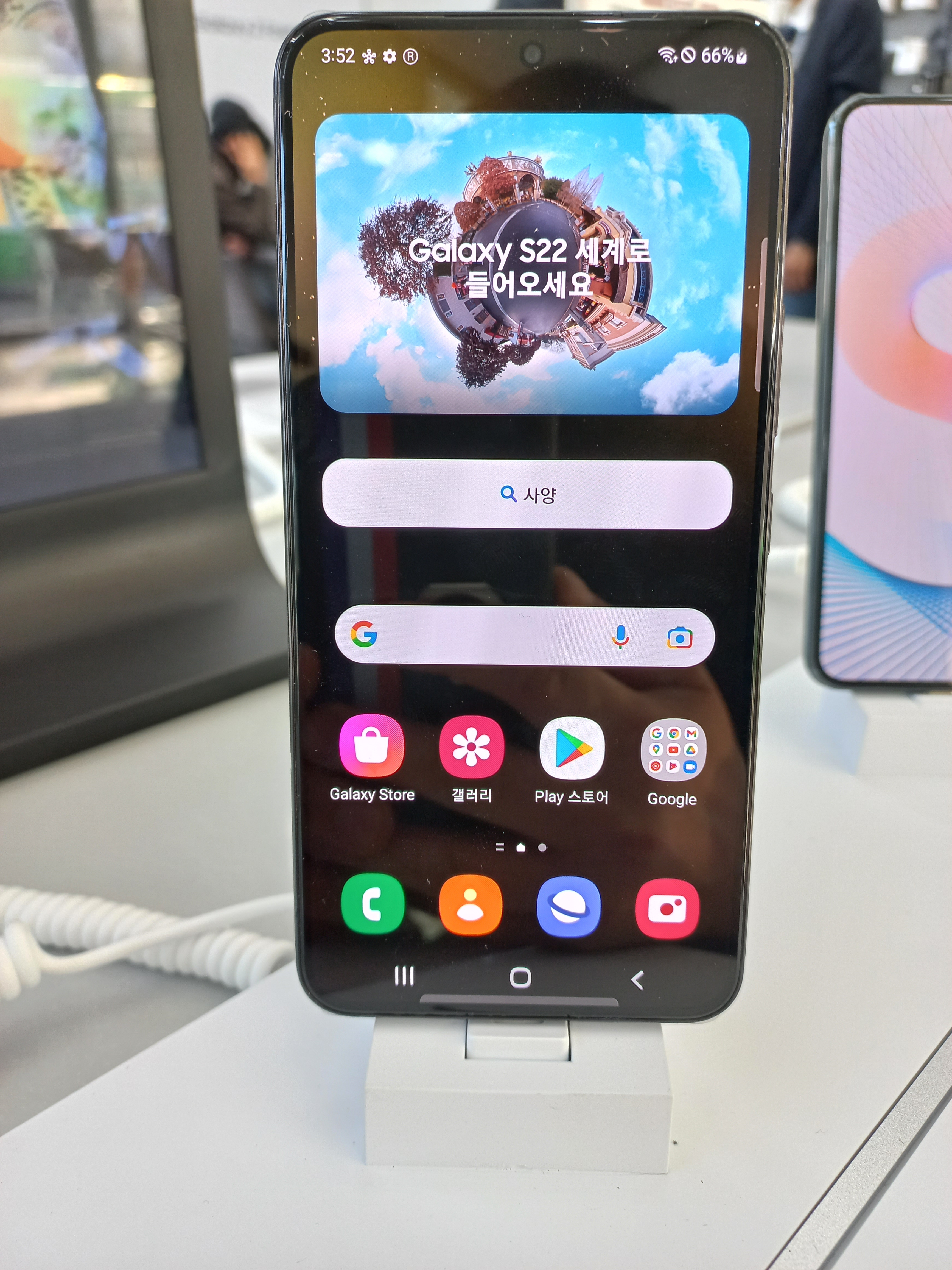
Galaxy S22
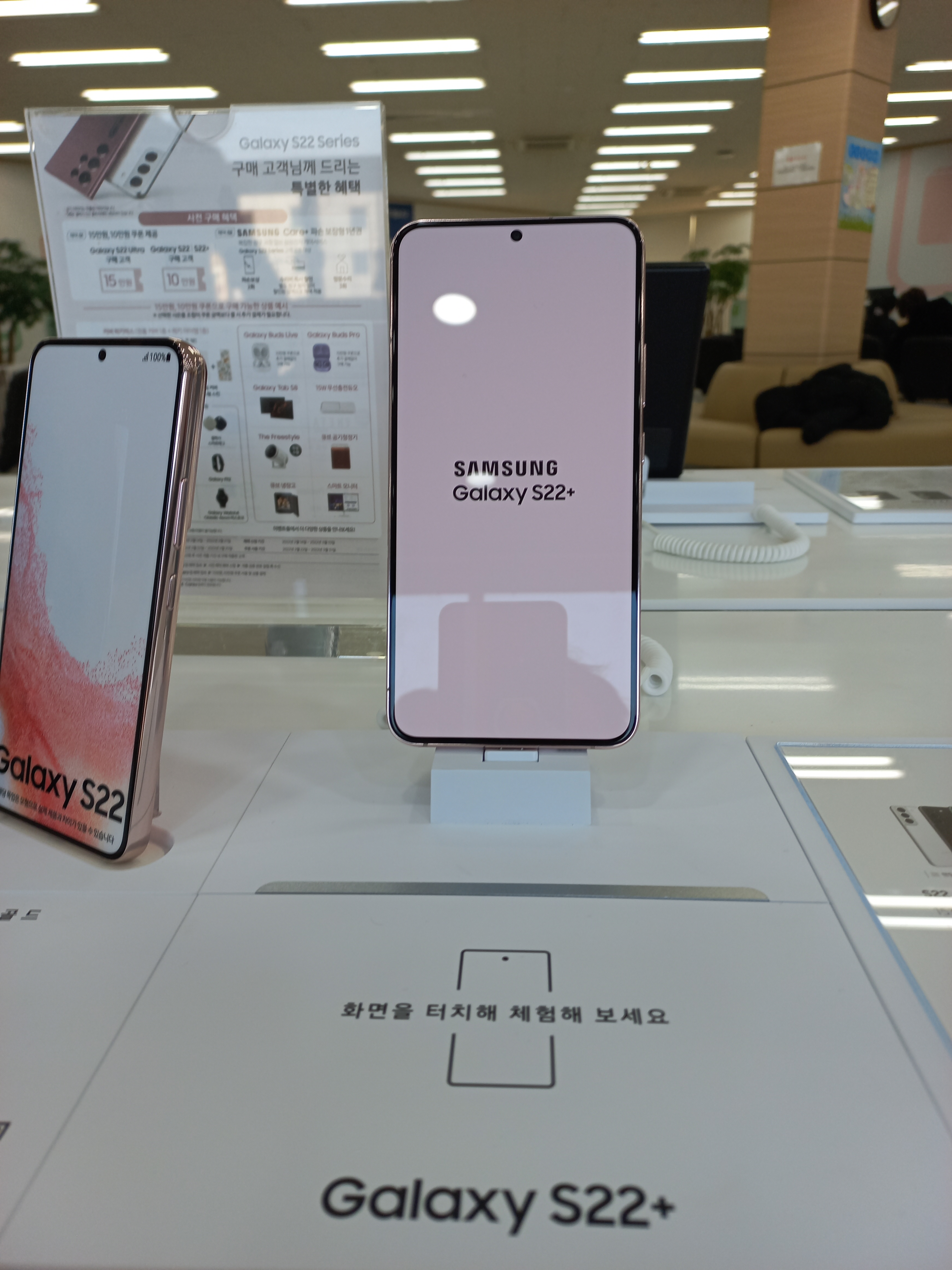
Galaxy S22+
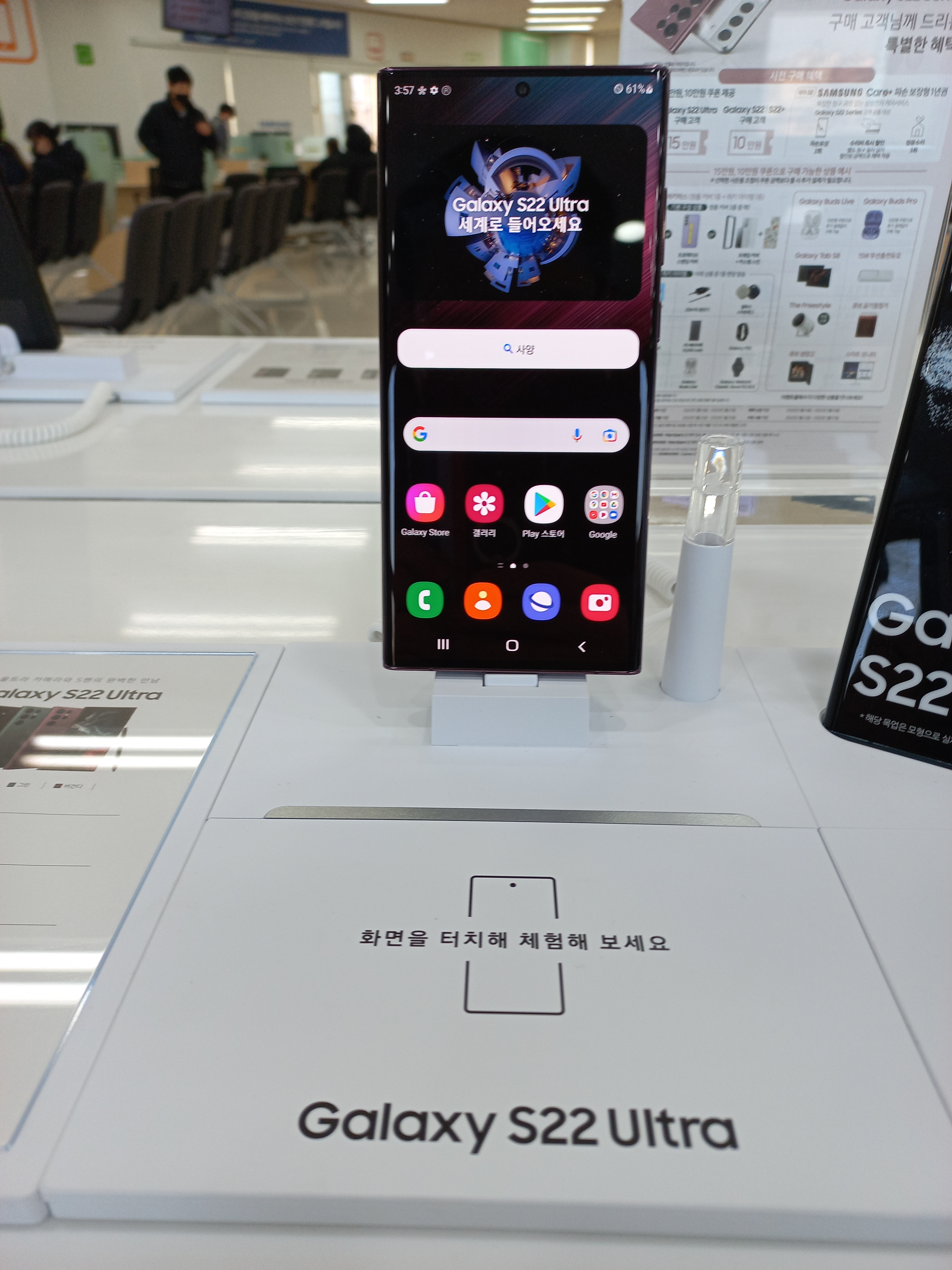
Galaxy S22 Ultra